# Seven de la República Femenino 2016
El Seven de la República Femenino de 2016 fue la primera edición del torneo de rugby 7 de fin de temporada para uniones regionales afiliadas a la Unión Argentina de Rugby. Se llevó a cabo en la ciudad de Paraná, Provincia de Entre Ríos, el 9 y 10 de diciembre de 2016 en El Plumazo y La Tortuguita, sedes del Club Atlético Estudiantes y Paraná Rowing Club, respectivamente.
Este nuevo torneo oficial fue el primero en reunir a equipos femeninos regionales de mayores en el Seven de la República, la misma modalidad de disputa del torneo masculino. En 2011, se disputaron partidos interregionales a modo de exhibición, mientras que en 2012, 2013 y 2014 se disputó un torneo que reunía a seleccionados nacionales sudamericanos.
La Unión de Rugby de Buenos Aires ganó el torneo de forma invicta tras derrotar 19-0 en la final a la Unión Cordobesa de Rugby. Como este campeonato formó parte de la programación del Seven de la República 2016, las zonas de la fase de grupos fueron denominadas 7, 8, 9 y 10, en continuación de las primeras seis zonas correspondientes al torneo masculino.

## Equipos participantes
Participaron de esta edición las selecciones de doce uniones provinciales argentinas. Los equipos fueron elegidos por ser las doce uniones con la mayor cantidad de jugadoras registradas al 30 de septiembre de 2016.
| Equipo              | Unión                                                | Clasificación                                     |
| ------------------- | ---------------------------------------------------- | ------------------------------------------------- |
| Alto Valle          | Unión de Rugby del Alto Valle de Río Negro y Neuquén | Uniones con mayor cantidad de jugadoras fichadas. |
| Austral             | Unión de Rugby Austral                               | Uniones con mayor cantidad de jugadoras fichadas. |
| Buenos Aires        | Unión de Rugby de Buenos Aires                       | Uniones con mayor cantidad de jugadoras fichadas. |
| Córdoba             | Unión Cordobesa de Rugby                             | Uniones con mayor cantidad de jugadoras fichadas. |
| Cuyo                | Unión de Rugby de Cuyo                               | Uniones con mayor cantidad de jugadoras fichadas. |
| Entre Ríos          | Unión Entrerriana de Rugby                           | Uniones con mayor cantidad de jugadoras fichadas. |
| Misiones            | Unión de Rugby de Misiones                           | Uniones con mayor cantidad de jugadoras fichadas. |
| Oeste               | Unión de Rugby del Oeste de Buenos Aires             | Uniones con mayor cantidad de jugadoras fichadas. |
| Salta               | Unión de Rugby de Salta                              | Uniones con mayor cantidad de jugadoras fichadas. |
| Santa Fe            | Unión Santafesina de Rugby                           | Uniones con mayor cantidad de jugadoras fichadas. |
| Santiago del Estero | Unión Santiagueña de Rugby                           | Uniones con mayor cantidad de jugadoras fichadas. |
| Tucumán             | Unión de Rugby de Tucumán                            | Uniones con mayor cantidad de jugadoras fichadas. |

## Formato
Los doce equipos fueron divididos en cuatro grupos de tres equipos cada uno. Cada grupo se resolvió con el sistema de todos contra todos a una sola ronda; la victoria otorgando 2 puntos, el empate 1 y la derrota 0 puntos.
Los dos mejores equipos de cada grupo clasifican a los cuartos de final para definir el campeonato. Los equipos restantes jugaron partidos a eliminación directa para definir su posicionamiento final (9.° al 12.°).
El criterio usado para definir las posiciones finales de equipos eliminados en cuartos y semifinales fue asignar la mejor posición posible al equipo eliminado por el equipo que obtuvo la mejor posición en la siguiente instancia: 
- el semifinalista eliminado por el campeón obtiene el 3.° puesto.
- el semifinalista eliminado por el subcampeón obtiene el 4.° puesto.
- el cuartofinalista eliminado por el campeón obtiene el 5.° puesto.

Y así sucesivamente con los equipos restantes. Este criterio también es aplicado a los partidos por el 9.° puesto.

## Fase de grupos
Zona 7
| Pos. | Equipos         | Partidos | Partidos | Partidos | Tantos | Tantos | Tantos | Pts. |
| Pos. | Equipos         | G        | E        | P        | PF     | PC     | DP     | Pts. |
| ---- | --------------- | -------- | -------- | -------- | ------ | ------ | ------ | ---- |
| 1.°  | Córdoba         | 2        | 0        | 0        | 34     | 0      | +34    | 4    |
| 2.°  | Austral         | 1        | 0        | 1        | 26     | 12     | +14    | 2    |
| 3.°  | Sgo. del Estero | 0        | 0        | 2        | 0      | 48     | −48    | 0    |

|  | Clasifica a cuartos de final           |
|  | Clasifica a semifinales por 9.° puesto |

| 9 de diciembre | Córdoba | 22 - 0  | Santiago del Estero | CA Estudiantes, Paraná |  |
|                |         | Reporte |                     |                        |  |

| 9 de diciembre | Austral | 26 - 0  | Santiago del Estero | CA Estudiantes, Paraná |  |
|                |         | Reporte |                     |                        |  |

| 9 de diciembre | Córdoba | 12 - 0  | Austral | Paraná Rowing Club, Paraná |  |
|                |         | Reporte |         |                            |  |

Zona 8
| Pos. | Equipos      | Partidos | Partidos | Partidos | Tantos | Tantos | Tantos | Pts. |
| Pos. | Equipos      | G        | E        | P        | PF     | PC     | DP     | Pts. |
| ---- | ------------ | -------- | -------- | -------- | ------ | ------ | ------ | ---- |
| 1.°  | Buenos Aires | 2        | 0        | 0        | 58     | 5      | +53    | 4    |
| 2.°  | Alto Valle   | 1        | 0        | 1        | 37     | 31     | +6     | 2    |
| 3.°  | Cuyo         | 0        | 0        | 2        | 0      | 59     | −59    | 0    |

|  | Clasifica a cuartos de final           |
|  | Clasifica a semifinales por 9.° puesto |

| 9 de diciembre | Buenos Aires | 27 - 0  | Cuyo | Paraná Rowing Club, Paraná |  |
|                |              | Reporte |      |                            |  |

| 9 de diciembre | Alto Valle | 32 - 0  | Cuyo | Paraná Rowing Club, Paraná |  |
|                |            | Reporte |      |                            |  |

| 9 de diciembre | Buenos Aires | 31 - 5  | Alto Valle | Paraná Rowing Club, Paraná |  |
|                |              | Reporte |            |                            |  |

Zona 9
| Pos. | Equipos  | Partidos | Partidos | Partidos | Tantos | Tantos | Tantos | Pts. |
| Pos. | Equipos  | G        | E        | P        | PF     | PC     | DP     | Pts. |
| ---- | -------- | -------- | -------- | -------- | ------ | ------ | ------ | ---- |
| 1.°  | Tucumán  | 2        | 0        | 0        | 55     | 22     | +33    | 4    |
| 2.°  | Misiones | 1        | 0        | 1        | 34     | 20     | +14    | 2    |
| 3.°  | Salta    | 0        | 0        | 2        | 15     | 62     | −47    | 0    |

|  | Clasifica a cuartos de final           |
|  | Clasifica a semifinales por 9.° puesto |

| 9 de diciembre | Salta | 5 - 22  | Misiones | CA Estudiantes, Paraná |  |
|                |       | Reporte |          |                        |  |

| 9 de diciembre | Tucumán | 15 - 12 | Misiones | CA Estudiantes, Paraná |  |
|                |         | Reporte |          |                        |  |

| 9 de diciembre | Salta | 10 - 40 | Tucumán | Paraná Rowing Club, Paraná |  |
|                |       | Reporte |         |                            |  |

Zona 10
| Pos. | Equipos    | Partidos | Partidos | Partidos | Tantos | Tantos | Tantos | Pts. |
| Pos. | Equipos    | G        | E        | P        | PF     | PC     | DP     | Pts. |
| ---- | ---------- | -------- | -------- | -------- | ------ | ------ | ------ | ---- |
| 1.°  | Santa Fe   | 2        | 0        | 0        | 60     | 12     | +48    | 4    |
| 2.°  | Entre Ríos | 1        | 0        | 1        | 36     | 17     | +19    | 2    |
| 3.°  | Oeste      | 0        | 0        | 2        | 0      | 67     | −67    | 0    |

|  | Clasifica a cuartos de final           |
|  | Clasifica a semifinales por 9.° puesto |

| 9 de diciembre | Entre Ríos | 12 - 17 | Santa Fe | CA Estudiantes, Paraná |  |
|                |            | Reporte |          |                        |  |

| 9 de diciembre | Oeste | 0 - 43  | Santa Fe | CA Estudiantes, Paraná |  |
|                |       | Reporte |          |                        |  |

| 9 de diciembre | Entre Ríos | 24 - 0  | Oeste | CA Estudiantes, Paraná |  |
|                |            | Reporte |       |                        |  |

## Fase final
|  | Cuartos de final | Cuartos de final | Cuartos de final |              |              | Semifinales  | Semifinales | Semifinales |  |         | Final   | Final | Final |  |
|  |                  |                  |                  |              |              |              |             |             |  |         |         |       |       |  |
|  |                  |                  |                  |              |              |              |             |             |  |         |         |       |       |  |
|  | Córdoba          | Córdoba          | 17               |              |              |              |             |             |  |         |         |       |       |  |
|  | Córdoba          | Córdoba          | 17               |              |              |              |             |             |  |         |         |       |       |  |
|  | Entre Ríos       | Entre Ríos       | 5                |              |              |              |             |             |  |         |         |       |       |  |
|  | Entre Ríos       | Entre Ríos       | 5                |              | Córdoba      | Córdoba      | 14          |             |  |         |         |       |       |  |
|  |                  |                  |                  |              | Córdoba      | Córdoba      | 14          |             |  |         |         |       |       |  |
|  |                  |                  | Santa Fe         | Santa Fe     | 0            |              |             |             |  |         |         |       |       |  |
|  | Austral          | Austral          | Santa Fe         | Santa Fe     | 0            | 0            |             |             |  |         |         |       |       |  |
|  | Austral          | Austral          |                  |              |              |              |             |             |  |         |         |       |       |  |
|  | Santa Fe         | Santa Fe         | 29               |              |              |              |             |             |  |         |         |       |       |  |
|  | Santa Fe         | Santa Fe         | 29               |              |              |              |             |             |  | Córdoba | Córdoba | 0     |       |  |
|  |                  |                  |                  |              |              |              |             |             |  | Córdoba | Córdoba | 0     |       |  |
|  |                  |                  | Buenos Aires     | Buenos Aires | 19           |              |             |             |  |         |         |       |       |  |
|  | Buenos Aires     | Buenos Aires     | Buenos Aires     | Buenos Aires | 19           | 27           |             |             |  |         |         |       |       |  |
|  | Buenos Aires     | Buenos Aires     |                  |              |              |              |             |             |  |         |         |       |       |  |
|  | Misiones         | Misiones         | 7                |              |              |              |             |             |  |         |         |       |       |  |
|  | Misiones         | Misiones         | 7                |              | Buenos Aires | Buenos Aires | 15          |             |  |         |         |       |       |  |
|  |                  |                  |                  |              | Buenos Aires | Buenos Aires | 15          |             |  |         |         |       |       |  |
|  |                  |                  | Tucumán          | Tucumán      | 5            |              |             |             |  |         |         |       |       |  |
|  | Alto Valle       | Alto Valle       | Tucumán          | Tucumán      | 5            | 5            |             |             |  |         |         |       |       |  |
|  | Alto Valle       | Alto Valle       |                  |              |              |              |             |             |  |         |         |       |       |  |
|  | Tucumán          | Tucumán          | 24               |              |              |              |             |             |  |         |         |       |       |  |
|  | Tucumán          | Tucumán          | 24               |              |              |              |             |             |  |         |         |       |       |  |
|  |                  |                  |                  |              |              |              |             |             |  |         |         |       |       |  |

### Partidos por el 9.° puesto
|  | Semifinales         | Semifinales         | Semifinales |      |                     | Final 9.° puesto    | Final 9.° puesto | Final 9.° puesto |  |
|  |                     |                     |             |      |                     |                     |                  |                  |  |
|  |                     |                     |             |      |                     |                     |                  |                  |  |
|  | Santiago del Estero | Santiago del Estero | 19          |      |                     |                     |                  |                  |  |
|  | Santiago del Estero | Santiago del Estero | 19          |      |                     |                     |                  |                  |  |
|  | Oeste               | Oeste               | 0           |      |                     |                     |                  |                  |  |
|  | Oeste               | Oeste               | 0           |      | Santiago del Estero | Santiago del Estero | 0                |                  |  |
|  |                     |                     |             |      | Santiago del Estero | Santiago del Estero | 0                |                  |  |
|  |                     |                     | Cuyo        | Cuyo | 20                  |                     |                  |                  |  |
|  | Cuyo                | Cuyo                | Cuyo        | Cuyo | 20                  | 15                  |                  |                  |  |
|  | Cuyo                | Cuyo                |             |      |                     | 15                  |                  |                  |  |
|  | Salta               | Salta               | 12          |      |                     |                     |                  |                  |  |
|  | Salta               | Salta               | 12          |      |                     |                     |                  |                  |  |
|  |                     |                     |             |      |                     |                     |                  |                  |  |

## Tabla de posiciones
Las posiciones finales al terminar el campeonato:
| 1.°  | Buenos Aires    | 5 | 0 | 0 | 119 | 17 | +102 |
| 2.°  | Córdoba         | 4 | 0 | 1 | 65  | 24 | +41  |
| 3.°  | Tucumán         | 3 | 0 | 1 | 84  | 42 | +42  |
| 4.°  | Santa Fe        | 3 | 0 | 1 | 89  | 26 | +63  |
| 5.°  | Misiones        | 1 | 0 | 2 | 41  | 47 | -6   |
| 6.°  | Entre Ríos      | 1 | 0 | 2 | 41  | 34 | +7   |
| 7.°  | Alto Valle      | 1 | 0 | 2 | 42  | 55 | -17  |
| 8.°  | Austral         | 1 | 0 | 2 | 31  | 36 | -5   |
| 9.°  | Cuyo            | 2 | 0 | 2 | 35  | 71 | -36  |
| 10.° | Sgo. del Estero | 1 | 0 | 3 | 19  | 68 | -49  |
| 11.° | Salta           | 0 | 0 | 3 | 27  | 77 | -50  |
| 12.° | Oeste           | 0 | 0 | 3 | 0   | 86 | -86  |

|                      |
| Buenos Aires Campeón |
| Primer título        |